# Pardosa gusarensis
Pardosa gusarensis este o specie de păianjeni din genul Pardosa, familia Lycosidae, descrisă de Marusik, Guseinov și Koponen în anul 2003.
Este endemică în Azerbaijan. Conform Catalogue of Life specia Pardosa gusarensis nu are subspecii cunoscute.